# Alexander Bernewitz
Alexander Bernewitz (* 26. Mai 1856 in Kandau (lettisch Kandava), Kurland; † 16. Januar 1919 in Kandau), lettisch Aleksanders Bernevics oder Aleksandrs Bernevics, war ein evangelischer Märtyrer. 

## Leben
Der Pfarrerssohn studierte an der Kaiserlichen Universität Dorpat, wurde am 14. August 1888 ordiniert und war später Propst der Diözese Kandau, Generalsuperintendent und Vizepräsident des Kurländischen Konsistorialbezirks der Evangelisch-Lutherischen Kirche in Russland. Er ist ein Vetter des gleichnamigen kurländischen Generalsuperintendenten (1908–1919) und späteren ersten Landesbischofs der ev.-luth. Landeskirche in Braunschweig Alexander Bernewitz.
Neben seiner geistlichen Tätigkeit war Alexander Bernewitz, ebenso wie der 1905 ermordete Pastor Karl Schilling, der 1906 ermordete Propst Ludwig Zimmermann, die 1919 von Bolschewiki hingerichteten Pfarrer Hans Bielenstein, Xaver Marnitz, Arnold von Rutkowski, Paul Fromhold-Treu, Christoph Strautmann, Karl Schlau, Eberhard Savary, Eugen Scheuermann und Wilhelm Gilbert und wie die Pastoren Gustav Cleemann und Erwin Gross, die an den Folgen ihrer Gefangenschaft bei den Bolschewiki starben, ordentliches Mitglied der Lettisch-Literärischen Gesellschaft, die sich der Erforschung der lettischen Sprache, Folklore und Kultur widmete. Diese Gesellschaft wurde überwiegend von deutsch-baltischen Pastoren und Intellektuellen getragen. Für die Letten selbst war eine höhere Bildung zur Zeit der kaiserlich-russischen Vorherrschaft noch kaum zugänglich, ihre Kultur führte ein Schattendasein.
Während der Revolution 1905/06 und auch um die Jahreswende 1918/19 blieb er bei seiner Gemeinde und schloss sich nicht dem Rückzug der deutschen Truppen an. In der Nacht des 16. Januar 1919 wurde er von den Bolschewiken verhaftet, ins Gefängnis gebracht und bald darauf erschossen.

## Rigaer Märtyrerstein
Zur Erinnerung an Bernewitz und andere baltische Märtyrer wurde auf dem Großen Friedhof in Riga in den 1920er Jahren neben der Neuen Kapelle der Rigaer Märtyrerstein errichtet. Es handelte sich dabei um einen Obelisken aus schwarzem Granit, auf dem im oberen Bereich die Namen der im Rigaer Zentralgefängnis getöteten Pastoren (siehe dazu den Artikel über Marion von Klot, die dabei ebenfalls getötet wurde) und im unteren Bereich die Namen von 32 weiteren geistlichen Opfern, darunter Bernewitz, aufgelistet waren. 
Nach dem Zweiten Weltkrieg wurde der Stein von der sowjetischen Verwaltung zerstört. Im Zuge der Bestrebungen, den Großen Friedhof wiederherzustellen, konnte auch der Märtyrerstein im Jahre 2006 neu eingeweiht werden.

## Porträtfoto
- Porträtfoto des Pastors Alexander Bernewitz (unterste Reihe, ganz rechts)